# Grand Hotel Central (Rotterdam)
Het Grand Hotel Central (informeel ook wel bekend als Hotel Central of Hotel Centraal) is een hotel dat gevestigd is op de Kruiskade in Rotterdam, in Rotterdam Centrum. Het hotel werd geopend in 1917 onder de naam Hotel Allard en is een van de twee gebouwen op de Kruiskade die het bombardement op Rotterdam in 1940 heeft doorstaan, samen met het Oude Luxor Theater.

## Geschiedenis
De eerste plannen voor de creatie van het hotel stammen uit 1916, toen de heer J.Th. Allard een perceel aan de Kruiskade kocht en daar een hotel liet bouwen door architect P.J. Vermaas, dat in 1917 open ging. Het hotel had toen zes bouwlagen, 64 kamers, een grote keuken met eveneens een groot restaurant en stond bekend als het meest brandveilige hotel van de stad.
Nadat het hotel in 1922 failliet ging, werd het de volgende 10 jaar niet gebruikt. In 1922 nam de Stedelijke Hypotheekbank het hotel over, maar die droeg het hotel in 1926 over aan de heer A. Philipsen (de over-overgrootvader van de zonen van de vorige eigenaresse mevrouw Phillipsen) na vier jaar leegstand voor 350.000 gulden. Die besluit om zowel het ex- als interieur van het hotel te restaureren en doopt het hotel om tot Hotel Central.
Nadat de Kruiskade in 1927 geasfalteerd werd om de doorstroming in de straat te verbeteren, was het een enorme boost voor de bedrijven die er gevestigd waren en kwam de straat tot leven. In 1935 wordt het hotel uitgebreid aan de achterzijde en kwamen er 45 kamers bij.

## Het hotel tijdens de Tweede Wereldoorlog
Toen het bombardement van het centrum plaatsvond op 14 mei 1940, was het hotel (samen met het Oude Luxor Theater - of Luxor Palast zoals het destijds heette) een van de weinige gebouwen die de bommen en de daaropvolgende brand heeft doorstaan. De achterkant was echter niet zo fortuinlijk - die werd wel verwoest door de bommenregen. Het hotel was daarna snel weer heropend - iets wat zelfs op het Polygoonjournaal getoond werd - en in 1941 worden de plannen voor de herbouw én uitbreiding van het deel aan de achterkant van het hotel gepubliceerd in de krant. Echter, die wordt nooit uitgevoerd omdat de Nazi's dit niet toestonden. De lobby van Hotel Central werd tijdens de Tweede Wereldoorlog door de schoonvader van de latere eigenaresse, mevrouw Phillipsen, in beheer gehouden. Vervolgens nam de echtgenoot van mevrouw Phillipsen het hotel over.

## Het hotel na de oorlog
Nadat de oorlog tot een einde kwam in 1945, wordt het stukje Kruiskade waar het Luxor en Hotel Central aan liggen (vanwege deze bewaard gebleven panden) opgenomen in het nieuwe stedenbouwkundige plan en al snel raakt het gebied rondom het hotel volgebouwd.
In de late jaren 1940 en jaren 1950 ondergaat het hotel verschillende wijzigingen: Alle kamers werden geheel gemoderniseerd, badkamers worden toegevoegd in 1948 en nogmaals in 1959, de lift wordt vervangen in 1955 en het daklicht in 1959. Verder worden kamers voorzien van telefoon, bad of douche. Deze modernisering was destijds noodzakelijk om aan de wensen van de gasten te kunnen blijven voldoen en om concurrentie het hoofd te kunnen blijven bieden. In 1963 werd een luifel aan de voorgevel toegevoegd en was de indeling van de lobby op de bel-etage gewijzigd.
In de periode tussen 1953 en 1976 vonden nog meer wijzigingen aan de voorgevel plaats: Alle kozijnen waren vervangen, waarbij de indeling iets was gewijzigd, de balustrades van de balkons werden geheel vervangen, de plint en pilasters rond de nieuwe luifel werden gewijzigd, onder de daklijst was een deel van de middelste travee gepleisterd en de lichtreclame op het dak werd ook verwijderd. Ook was er in 1967 een dienstwoning op het dak van het hotel gerealiseerd.
Nadat de heer Philipsen stierf in 1997, bleef het hotel in bezit van de familie tot augustus 1999, toen het werd overgenomen door de heer Valster - een vriend  van de familie. Die besloot om de keuken en het restaurant te sluiten omdat deze niet winstgevend genoeg waren.
In 2002 nam de heer Houkamp het hotel over en kreeg het de huidige naam Grand Hotel Central. In 2017 was besloten om het restaurant te verbouwen tot een restaurant met club. Tevens werden de hotelkamers gerenoveerd.
In 2011 verkocht Houkamp het hotel aan de Van Herk Groep, maar bleef zelf exploitant. In 2017 vierde het hotel zijn honderdste verjaardag.
In 2013 kreeg het hotel de titel "Slechtste hotel van het jaar" vanwege de lage ratings en veel problemen die het hotel had.
Het hotel stond jaren op de lijst van de gemeente om gesloopt te worden, mede omdat het gebouw geen Rijksmonument is. In 2017 wou de Van Herk Groep een deel van de achterkant van het hotel slopen om het aantal kamers fors uit te breiden. Het idee was om alles achter de originele gevel te slopen, en daar een toren te bouwen van naar schatting 56 meter hoog. Als gevolg van dit nieuws, werd de stichting Grand Hotel Central opgericht en startte ze een petitie tegen de sloop van het hotel. Ook wou exploitant Houkamp het hotel overnemen om de uitbreiding tegen te gaan, maar dat is niet gelukt.
In oktober 2019 was besloten om het hotel te herontwikkelen. Dit houdt in dat de huidige gevel wordt behouden en het hotel achter de gevel met nieuwbouw en hoogbouw wordt uitgebreid. Er komt een plek voor het oorspronkelijke hotel interieur in het plan, maar er komt ook een openbaar toegankelijk terras op de nieuwbouw. Het ontwerp wordt beoordeeld door de Welstandcommissie van de gemeente Rotterdam, maar een positief advies is nog niet afgegeven.
In november 2019 kwam het hotel wederom in het nieuws nadat gemeenteraadslid van Leefbaar Rotterdam Geert Koster een onderzoek wil om alle Rotterdamse hotels - waaronder Grand Hotel Central - op de mogelijke aanwezigheid van bedwantsen te controleren. Hij wil dit regelen vanwege de voorbereidingen die genomen worden voor het Eurovisiesongfestival 2020 in Rotterdam.

## Personen en organisaties die het hotel bezochten
Het hotel is bezocht door meerdere bekende personen door de jaren heen. Oekraïens politicus, legerleider en voorman van de Organisatie van Oekraïense Nationalisten Jevhen Konovalets werd in de buurt van het hotel vermoord. Hij reisde af naar Rotterdam en nam zijn intrek in het hotel onder een schuilnaam - Joseph Novack - op 22 mei 1938. Hij had die dag een ontmoeting met een andere activist genaamd Waluch, in het verder op de Coolsingel gelegen Hotel Atlanta. Hij gaf hem een doos bonbons aan het einde van het gesprek en Konovalets dacht dat dit geld was. Waluch was echter geen vriend maar Pavel Soedoplatov, een geheim agent van Jozef Stalin die gestuurd was om Konovalets te liquideren. Hij verliet hotel Atlanta en liep na het gesprek terug naar het Hotel Central met de doos, waar onderin een bom was verstopt. Om 12:15 liep hij voor bioscoop Lumierere en opende hij de doos, waardoor de bom afging. Hij overleed vrijwel direct aan zijn verwondingen.
Ook gitaarlegende en singer-songwriter Jimi Hendrix, drummer Mitch Mitchell en gitarist Noel Redding hebben een nacht in het hotel doorgebracht, toen The Jimi Hendrix Experience in Nederland optrad in 1967. De groep reed van Bussum naar Rotterdam en verbleef er voor een tijdelijk concert in de Ahoyhallen.
Tevens werd het hotel gebruikt voor de vergadering van meerdere Joodse organisaties - waaronder het Oost- Joodsch Verbond - voor de Tweede Wereldoorlog.

Fotogalerij
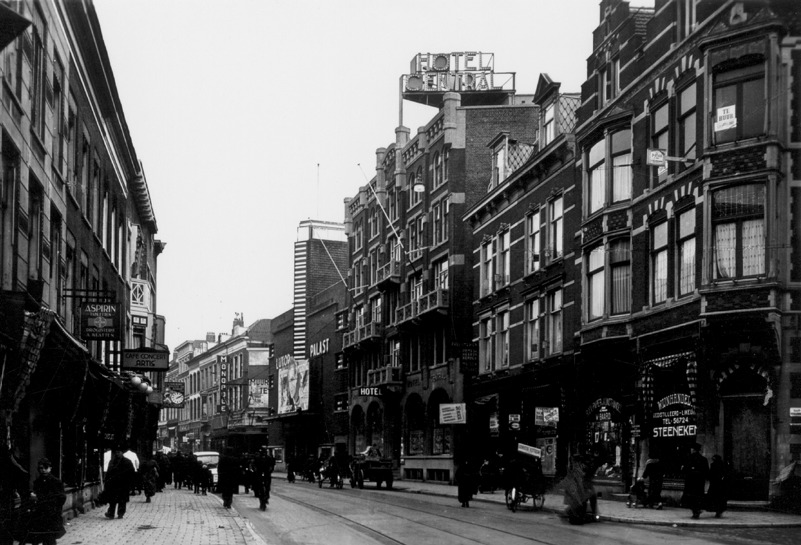
De vooroorlogse Kruiskade in 1935 met rechts het Luxor Palast en Hotel Central.
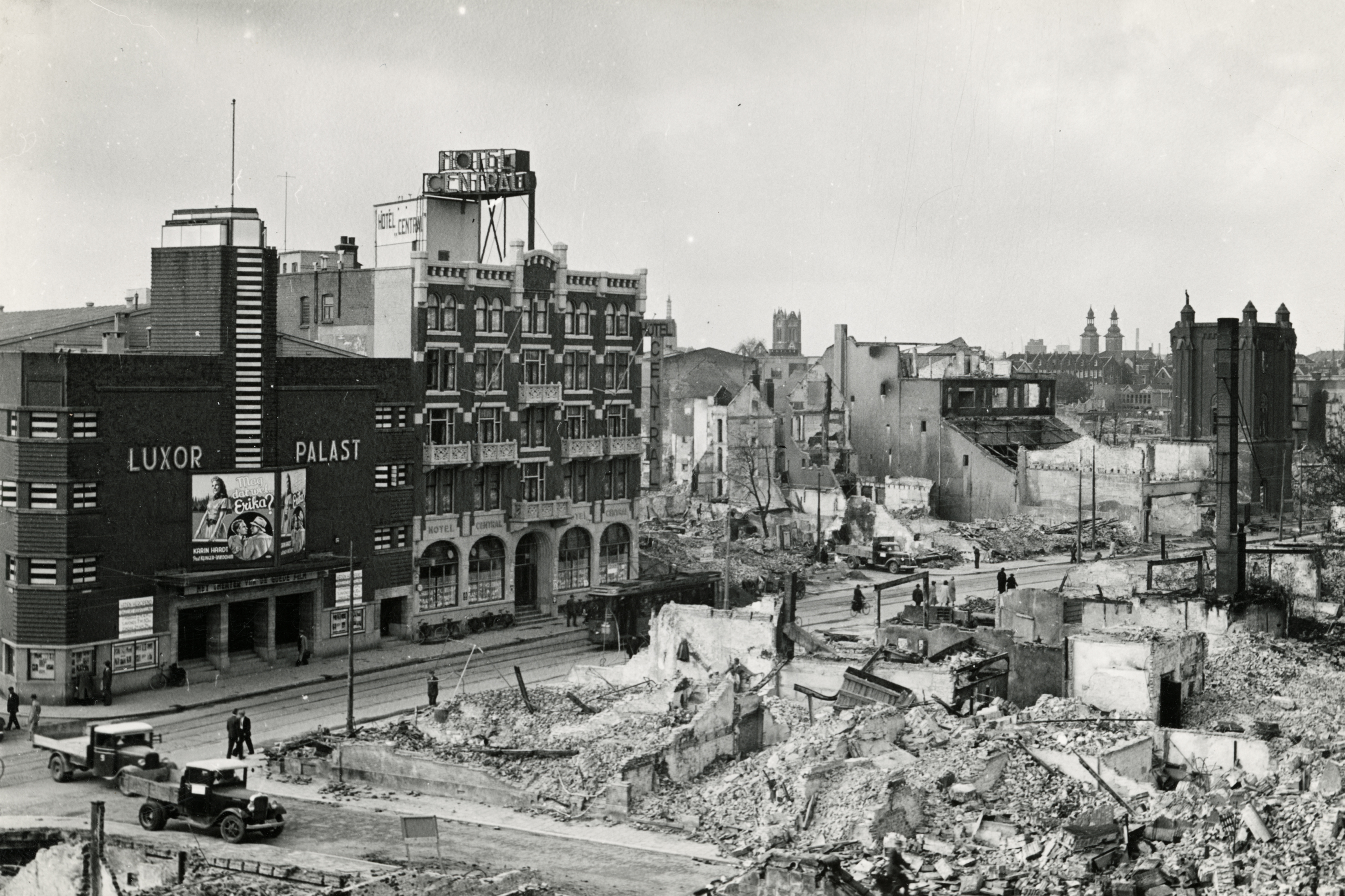
Toen Rotterdam was gebombardeerd in 1940, was bijna heel de Kruiskade verwoest. Alleen het Luxor Palast en Hotel Central overleefde de bommenregen.
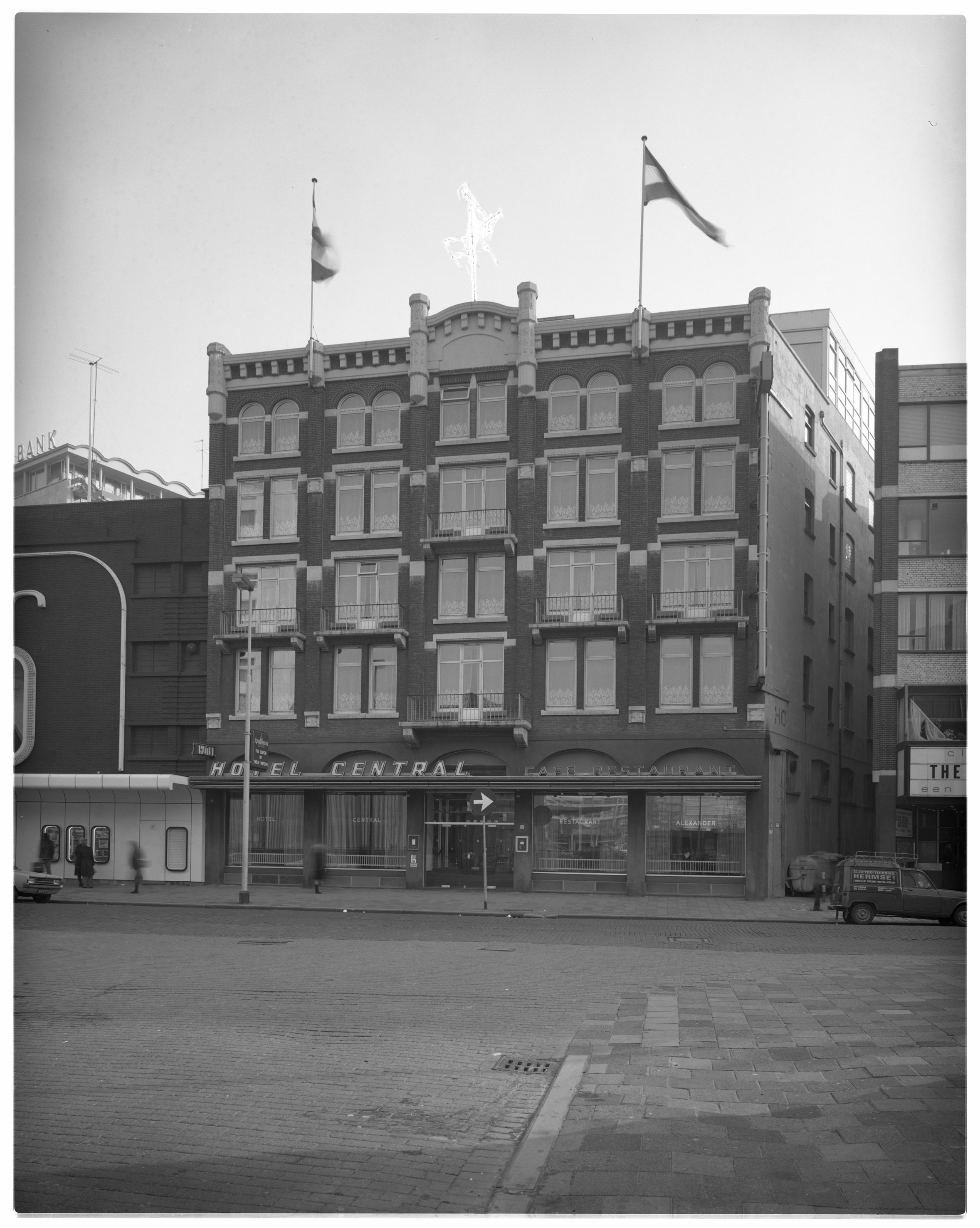
Na de oorlog was het hotel opgenomen in de nieuwe, stedenbouwkundige plannen. Hier is het hotel in 1976 afgebeeld naast het gerenoveerde Luxor Theater.
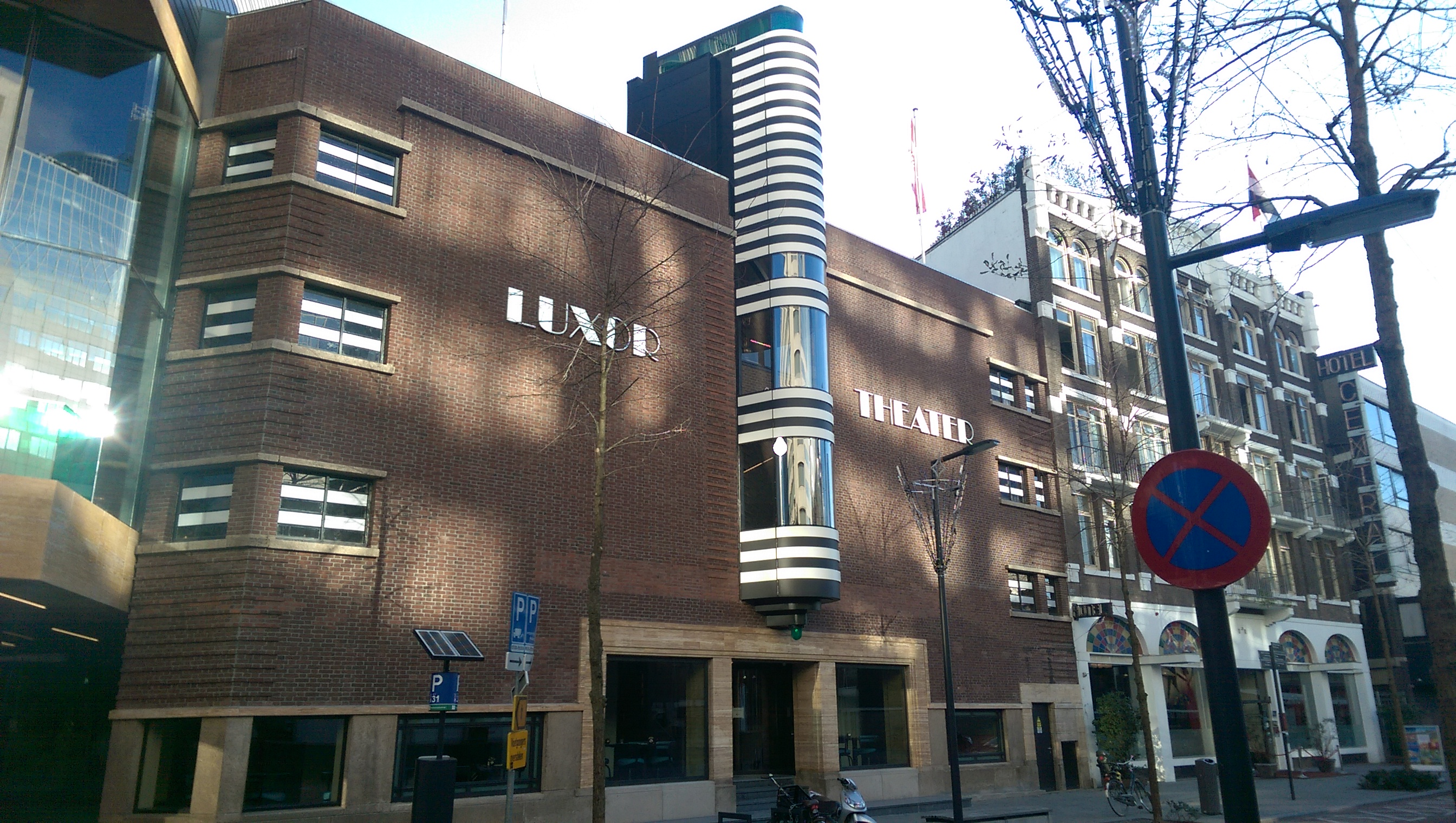
Ook na de renovatie van het inmiddels Oude Luxor Theater in zijn originele Art deco stijl in 2014 bleef Hotel Grand Central onaangetast.